# Tabebuia linearis
Tabebuia linearis là một loài thực vật có hoa trong họ Chùm ớt. Loài này được Alain miêu tả khoa học đầu tiên năm 1956.